# Смитфилд (Дублин)

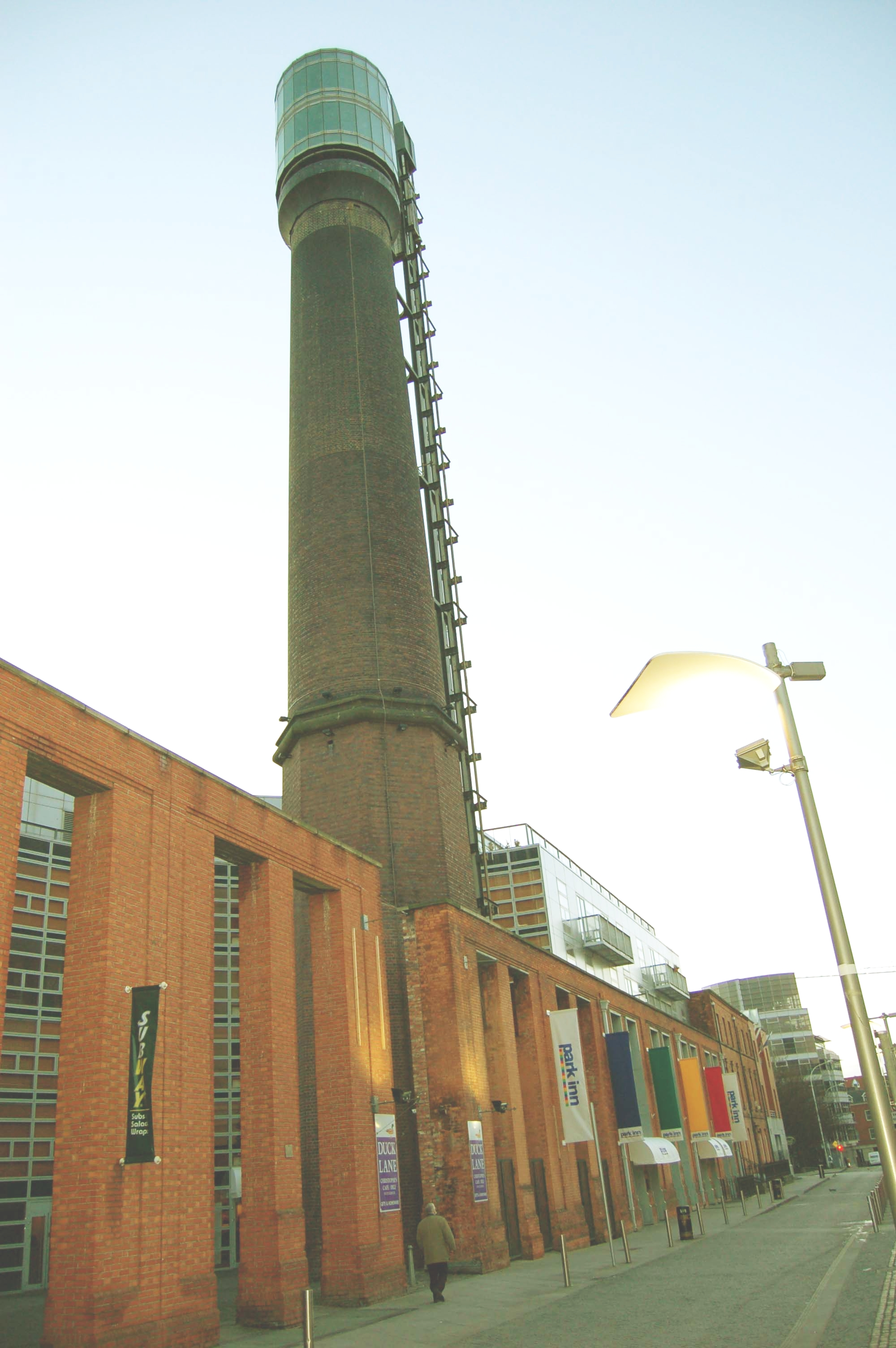

Смитфилд (англ. Smithfield; ирл. Margadh na Feirme, «сельскохозяйственный рынок») — городской район Дублина в Ирландии, находится в административном графстве Дублин (провинция Ленстер).
В 2020 году ожидается завершение переезда и открытие в Смитфилде Музея Лондона, благодаря которому в Смитфилде появится около 1700 дополнительных рабочих мест.